# Joseph de Montmorency-Beaumont
Anne Édouard Louis Joseph de Montmorency-Beaumont, 10e prince de Tingry, 10e duc de Piney, 3e duc de Beaumont (Paris, 9 septembre 1802 - Paris, 14 janvier 1878) est un homme politique et diplomate français.
Il est le dernier descendant mâle de la maison de Montmorency, qui s'éteint en ligne masculine à sa mort.

## Biographie

### Vie privée
Anne Édouard Louis Joseph de Montmorency-Luxembourg-Beaumont est né à Paris le 9 septembre 1802. Il est le troisième enfant d'Anne-Christian de Montmorency-Beaumont, 2e duc de Beaumont et pair de France et de son épouse, Armande de Becdelièvre. Il a deux sœurs aînées et un frère cadet : Albertine (1789-1863), Élianne (1792-1848) et Hervé (1804-1870).

### Vie publique
Il est admis à siéger à la Chambre des pairs le 26 mars 1828 à titre héréditaire, en remplacement de son père Anne-Christian de Montmorency-Beaumont, décédé en 1821. À la suite de l'arrestation de la duchesse de Berry le 8 novembre 1832 après sa tentative avortée de soulèvement de la Vendée, il donne sa démission de la Chambre des pairs le 15 novembre 1832 pour marquer sa protestation.
Fervent légitimiste, il ne manque pas de marquer son opposition au gouvernement de Louis-Philippe, puis à celui de Napoléon III. Diplomate de formation, il est attaché à l'ambassade de France à Madrid, il est d'ailleurs fait chevalier de l'ordre de Charles III par Ferdinand VII.

## Famille

### Descendance
Il épouse, le 12 mai 1834, Léonie Ernestine Marie Joseph de Croix de Dadizeele (1813-1878), fille de Philippe Joseph Louis Marie Ghislain de Croix de Dadizeele, comte de Croix et de Marie Enerstine Louÿs de La Grange. Ils ont trois enfants.
- Anne Marie Josèphe de Montmorency-Beaumont (2 mai 1839 - 17 avril 1900) épouse Antoine Félix Auguste Jehan Vogt d'Hunolstein (31 janvier 1832 - 30 novembre 1905), dont descendance ;
- Anne Marie Eugénie Justine de Montmorency-Beaumont (13 mars 1840 - 10 février 1922) épouse Marie Louis Augustin de Durfort-Civrac, comte de Lorges (9 décembre 1838 - 27 juin 1911), dont descendance ;
- Henri de Montmorency-Beaumont, marquis de Beaumont (2 juin 1841 - 23 avril 1844), célibataire, sans enfants.

## Distinctions

### Décorations françaises
- Chevalier de l'Ordre de la légion d'honneur
- Chevalier de l'Ordre royal et militaire de Saint-Louis

### Décorations étrangères

#### Espagne
- Chevalier de l'Ordre de Charles III